# Berlin Zoologischer Garten
Berlin Zoologischer Garten (Berlín Zoologická zahrada), také: Berlin Zoo, je průjezdná železniční stanice v Berlíně; do provozu byla uvedena roku 1882 a dodnes slouží.
Původně bylo nádraží uvedeno do provozu jako součást městské dopravy. Nádraží se stalo dopravním uzlem: mimo dálkovou dopravu se zde nachází stanice S-Bahn, pod úrovní stanice metra a těsně vedle pak jedno z největších berlínských autobusových nádraží.
Během rozdělení Berlína bylo nádraží Berlín Zoo nejdůležitějším nádražím západních sektorů, přestože má jen dvě nástupiště (společně pro S-Bahn i ostatní železniční dopravu).
K dalším fenoménům známosti nádraží patří i jeho nechvalně proslulá role jako středisko obchodu s drogami (dějiště románu My děti ze stanice ZOO).
V novém dopravním konceptu německých drah nádraží ztratilo na významu, není obsluhováno dálkovou dopravou, zůstávají pouze regionální spojení.